# Krynickie
Krynickie – wieś w Polsce położona w województwie podlaskim, w powiecie białostockim, w gminie Zabłudów. 
W 1921 roku wieś liczyła 122 domy i 593 mieszkańców, w tym 588 katolików i 5 prawosławnych.
W latach 1975–1998 miejscowość administracyjnie należała do województwa białostockiego.
Wieś w 2011 roku zamieszkiwało 235 osób.
Rzymskokatoliccy mieszkańcy wsi należą do parafii pw. św. Apostołów Piotra i Pawła w Zabłudowie, zaś prawosławni do parafii pw. św. Kosmy i Damiana w Rybołach.